# Сан Карло Канавезе
Сан Ка̀рло Канавѐзе (на италиански: San Carlo Canavese; на пиемонтски: San Carl, Сан Карл) е малък град и община в Метрополен град Торино, регион Пиемонт, Северна Италия. Разположен е на 370 m надморска височина. Към 1 януари 2023 г. населението на общината е 4039 души, от които 131 са чужди граждани.

## География, административно деление и население
Сан Карло се намира в района Долно Канавезе, на около 20-25 километра северозападно от град Торино. Територията му лежи предимно върху хълмист релеф, някога наричан „Валде“, а днес „Вауда“ (от старонемското Wald, гора). Релефът е останките от лявата морена (наблюдавайки отгоре по течението) на алувиалния конус на ледника на потока Стура ди Ланцо. Той води началото си от община Баланджеро и продължава до община Волпиано.
Има три водни пътища, които пресичат Сан Карло: потоците Бана, Фиска и Рио Валмаджоре.
Почти половината от територията му е определена като военна зона. Използването от военните е от около 170 години. От 1993 г. цялата военна територия и долината на Рио Валмаджоре попадат в рамките на Регионален природен резерват „Вауда“, който също включва част от общините Ноле, Вауда, Фронт, Ривароса, Сан Франческо ал Кампо и Ломбардоре.
Територията, равнинна и плодородна с типичния цвят на червена охра, има правилен геометричен профил, с не много подчертани вариации в надморската височина, вариращи от минимум 324 до максимум 442 метра надм. височина. Градът, засегнат от разширяването на сградите, се намира в равнината вдясно от потока Стура ди Ланцо.
Граничи със следните 8 общиниː Чирие, Ноле, Сан Маурицио Канавезе, Вауда Канавезе, Сан Франческо ал Кампо, Барбания, Фронт и Рока Канавезе. Отстои на 19 km от Торино и на 126 km от Милано.
Има следните подселища (на итал. frazioni) и местностиː Бурато, Индрити Фиска, Ла Пиè, Полигоно, Сан Фирмино, Сан Джовани, Саролда, Седиме.
Към 1 януари 2023 г. населението на общината е 4039 души, от които 131 чужди граждани, сред които преобладават тези на Румъния – 70 души. В Сан Карло не живеят български граждани.

## Топоним
Първото известно историческо име, приписвано на град Сан Карло, е Вауда ди Чирие. През 1684 г. придобива собствена административна автономия, отделяйки се от Маркграфство Чирие, като плаща „откуп“ от 6000 пиемонтски лири.
През 1827 г. по молба на населението крал Карл Алберт Савойски-Каринян променя името на града на Сан Карло.
През двадесетте години на италианския фашизъм малките общини отново се обединяват в по-големи общини и така с Кралски декрет от 24.11.1927 г., № 2277, крал Виктор Емануил III нарежда обединението на общината с Чирие под името Сан Карло ди Чирие. На 11 ноември 1946 г. с указ на временния държавен глава Енрико Де Никола Сан Карло се връща като автономна община с настоящото си име.

## История
Първите сигурни новини за територията на Сан Карло, тогава част от Чирие, датират от XI век, когато са построени първите къщи и укрепления между Вауда и потока Бана. Останките от този период включват църквата „Санта Мария ди Спинерано“ и Ла Пиè ди Лирамо (местно наричана "ël castlar") – малко укрепено селище със съседна църква, документирана през 1004 г.
През 1417 г. Чирие купува Вауда Гранде от Лодовико Майнери, също от Чирие, за 25 златни флорина. Важен момент за развитието на долната част на територията е през 1485 г. с изграждането на напоителен канал, който все още съществува, произлизащ от потока Стура ди Ланцо в община Баланджеро, и вливащ се в потока Бана.
Едва в началото на XVII век се появяват първите жилищни сгради в горната част на града (т.е. в действителната Вауда), които представляват ядрата на кварталите Маса, Темпо, Канавера, Сопето, Перино и Форнеро. Църквата, посветена на Свети Карло Боромео, е построена през 1621 г.
През 1860 г. Общината решава да построи нова енорийска църква, осветена през 1885 г.

## Икономика
Селското стопанство все още играе водеща роля в местната икономика: отглеждат се зърнени култури, пшеница и лозя; отглеждане на говеда, свине, кози, коне и птици. Индустрията се състои от малки компании, които оперират в следните сектори: хранително-вкусови (преработка и консервиране на месо), металургични, електронни, строителни, механични, текстилни, дървообработващи, каучукови и пластмасови изделия и мебели. Третичният сектор се състои от отделна търговска мрежа, както и набор от услуги, които включват банкиране и ИТ.

## Забележителности

### Религиозна архитектура

#### Енорийска църква „Свети Карло Боромео“
Енорийската църква (Chiesa parrocchiale di San Carlo Borromeo), известна още като Църква на Непорочното зачатие (Chiesa dell'Immacolata concezione), е в неоготически стил. В нея се съхранява дървената статуя на Черната Мадона от Оропа и има една от най-високите камбанарии в Долно Канавезе. Строителният проект на църквата е поверен на инженера М. Боси от Торино. Строителството, частично финансирано от благодетели, е завършено през 1884 г. Тя е осветена през 1885 г.

#### Параклис „СветиКарло Боромео“
Параклисът (Cappella di San Carlo Borromeo) е от XVII век. От едната страна на църквата, вследствие на пребоядисване, се появява отново красив слънчев часовник от XIX век.

#### Църква „Света Мария на Спинерано“
Църквата (Chiesa di Santa Maria di Spinerano) е национален паметник. Запазва апсида и камбанария на малка абатска църква, датираща от XI век, и съдържа вътре цикъл от фрески от XV век от пътуващ художник – някой си майстор Доминик от Анконската марка, работил и в други центрове на Канавезе.

#### Църква „Света Мария Магдалена“
Църквата (Chiesa di Santa Maria Maddalena) е в квартал „Ла Пиè “; построена в романски стил (апсида), след това основно обновена, тя съхранява фреска от XV век, изобразяваща блажения Амадей IX Савойски.

#### Църква „Св. Грат“ (Chiesa di San Grato)
Църквата е периферен параклис, построен през втората половина на XV век, наскоро реставриран; на фасадата има три фрески, изобразяващи Мадоната с Младенеца, Свети Грат от Аоста и Свети Бернар Мантонски

#### Църква „Св. Игнатий Лойола“
Църквата (Chiesa di S. Ignazio di Loyolɑ) е построена между 1726 и 1731 г. в днешния квартал „Седиме“

#### Параклис наСвети Себастиани наСвети Рох
Параклисът (Cappella di San Sebastiano e San Rocco) е от средата на XVIII век и се намира в квартал „Байма“

#### Параклис наСвета Лукия
Параклисът (Cappella di Santa Lucia) е построен на неуточнена дата след 1647 г. в квартал „Кастеларо“

#### Параклис на Света Аполония
Параклисът (Cappella di Sant'Apollonia) е от средата на XVII - края на XVII век, и дава името си на едноименния квартал.
- Енорийска църква „Сан Карло Боромео“
- Статуята на Черната Мадона в енорийската църква
- Санта Мария ди Спинерано
- Санта Мария Мадалена
- Стара църква на Свети Карло Боромео

### Укрепен дом в Пиè ди Лирамо
Част е от комплекса Ла Пиè ди Лирамо.
В средата на XIV век domus plebis със свързаната църква „Свети Мартин“ е разменен от епископа на Торино Томас Савойски на граф Амадей VI Савойски, тъй като е твърде децентрализиран от седалището на епископа. През 1356 г. Амадей VI го предава на семейство Пераки от Ланцо, което укрепва владението си, като превръща манастира в малък замък, а църквата „Свети Маритн“ в частен параклис.
Замъкът, или по-скоро укрепеният дом, е описан в поземления регистър от 1500 г. като състоящ се от зала, наречена "canapa antiqua", и две стаи на приземния етаж, две зали и две спални на горния етаж и мазе. До него навремето се издига друга сграда с две залии, две спални и градина, всички заобиколени от стени, укрепление и ров. На няколко крачки са църквата, площадът и мелницата.
През 1870 г. целият комплекс е превърнат в селска къща. В момента част от силната къща и кулата са останали, частично изоставени.

### Природни зони

#### Регионален природен резерват „Вауда“
Районът се характеризира с голяма равнинна площ, с многобройни низини и застояли отводнителни канали, които напомнят пейзажа на района Бараджа на Верчели. Има влажни зони и мочурища (останки от пиемонтското мочурище), характеризиращи се със степна растителност, базирана на пирен и треви, с асоциация на множество ботанически видове, които не са редки, но не твърде широко разпространени, което прави района като такъв с умерен интерес от натуралистична гледна точка.
В големите открити пространства се откроява присъствието на калуна, ерицейно растение и други треви като тревата молиния, сред които има петна от пионерни дървета (по-специално бреза) и трепетлика). Многобройни тревисти растения свидетелстват за особената бедност на почвата, например власатка nenuifolia. Gentiana pneumonanthe се откроява със своята разпространение и красота, като цъфти в края на лятото.
Фауната на Вауда е представена основно от скромни видове, на теория широко разпространени, но в действителност представляващи голям интерес, тъй като те са все по-редки в низините. Сред видовете, които си струва да се спомене, са торният носорог – големи насекоми, които работят по двойки и са способни да заравят значителни количества изпражнения в гнездата, изкопани в земята на дълбочина от 10 до 20 cm, в които отглеждат потомството си.
Орнитофауната на Вауда е богата на видове, които сега са в упадък в цяла Европа: чучулигата с нейната интензивна песен, пъдпъдъците, които гнездят без риск от косене на ливадите, градинската овесарка и сивата овесарка, които намират място там, за да задоволят техните репродуктивни потребности.

## Образование
- Една държавна детска градина
- Едно държавно начално училище (от 1-ви до 5-и клас вкл.)
- Едно средно училище от първа степен (от 6-и до 8-и клас вкл.)
- Средните училища от втора степен (от 9-и до 11-и или 12 клас вкл.) са в Чирие и Казеле Торинезе

## Побратимени градове
- Сан Карлос Сентро, Аржентина